# Daireaux partido
Daireaux egy partido (körzet) Argentínában a Buenos Aires tartományban. A fővárosa Daireaux.

## Települések
| - Daireaux - Arboledas - La Copeta - Enrique Lavalle | - La Larga - Andant - Salazar |